# Piotr Borowiec (politolog)
Piotr Tadeusz Borowiec – polski politolog, doktor habilitowany nauk społecznych, profesor uczelni Uniwersytetu Jagiellońskiego. Wykładowca w Instytucie Nauk Politycznych i Stosunków Międzynarodowych UJ.

## Kariera naukowa
25 czerwca 2001 r. uzyskał na Wydziale Studiów Międzynarodowych i Politycznych UJ stopień doktora nauk humanistycznych w dyscyplinie nauk o polityce na podstawie pracy Kształtowanie się wydawnictwa i koncernu prasowego „Ilustrowany Kurier Codzienny” w Krakowie (1910-1939), której promotorem był Jacek Majchrowski. 27 stycznia 2015 r. na tym samym wydziale i w tej samej dyscyplinie uzyskał habilitację na podstawie dorobku naukowego i rozprawy Czas polityczny po rewolucji. Czas w polskim dyskursie politycznym po 1989 roku.
W macierzystym instytucie pełni funkcję kierownika Zakładu Teorii i Metodologii Polityki. Od 2016 jest redaktorem naczelnym czasopisma Teoria Polityki. 